# Reprezentacja Meksyku w futbolu amerykańskim mężczyzn
Reprezentacja Meksyku w futbolu amerykańskim - reprezentuje Meksyk w rozgrywkach międzynarodowych w futbolu amerykańskim.
W reprezentacji występują głównie zawodnicy drużyn uniwersyteckich meksykańskiej ligi ONEFA. Za jej funkcjonowanie odpowiedzialny jest związek FMFA.

## Historia
Reprezentacja Meksyku dwukrotnie przegrała w finale Mistrzostw świata w futbolu amerykańskim przeciwko Japonii.

## Osiągnięcia na Mistrzostwach świata
- 1999 :  2. miejsce
- 2003 :  2. miejsce
- 2007 : nie uczestniczyła
- 2011 : 4. miejsce
- 2015 :  3. miejsce

## Osiągnięcia na Akademickich Mistrzostwach świata
- 2014 :  1. miejsce
- 2016 :  1. miejsce